# توم ويلسون (لاعب كرة قدم بريطاني)
توم ويلسون (بالإنجليزية: Tom Wilson)‏ هو لاعب كرة قدم بريطاني (وحمل سابقاً جنسية المملكة المتحدة لبريطانيا العظمى وأيرلندا) في مركز نصف الجناح، ولد في 9 ديسمبر 1902 في المملكة المتحدة، وتوفي في سبتمبر 1992 في منطقة أنفيلد في المملكة المتحدة. لعب مع تشارلتون أثلتيك وكارديف سيتي ونادي ساوثيند يونايتد وWigan Borough F.C. ‏.